# Verwechslung des Joshua Spriestersbach
Durch die Verwechslung des Joshua Spriestersbach verbrachte Joshua Spriestersbach (* 1971) vier Monate in einer Haftanstalt und 28 Monate in einer psychiatrischen Klinik im US-Bundesstaat Hawaii, weil man ihn mit einem gesuchten Kriminellen verwechselte. Da er immer wieder seine Unschuld erklärte, wurde er als wahnsinnig eingestuft und mit starken Antipsychotika behandelt.

## Chronologie des Geschehens
Alles begann im Oktober 2011, nachdem er auf einer Treppe einer Schule in Honolulu eingeschlafen war und von einem Polizeibeamten geweckt wurde. Als er nach seinem Namen gefragt wurde, gab er den Familiennamen seines Großvaters Castleberry an. Dieser wurde von dem Polizisten in das Datenregister der Behörde als Alias von Joshua Spriestersbach eingetragen. 2015 wurde er erneut von der Polizei angehalten, als er in einem öffentlichen Park schlief. In der Datenbank der Polizei fand sich ein Haftbefehl für einen Thomas R. Castleberry, ein verurteilter Drogenkonsument, Autodieb und Einbrecher. Die Beamten ließen Spriestersbach aber wieder frei, nachdem sie einen Fingerabdruck genommen hatten, der nicht mit dem des Gesuchten übereinstimmte. Sie versäumten es jedoch, die Daten im Register zu korrigieren.
Als Spriestersbach am 11. Mai 2017 erneut schlafend im Freien von Polizisten geweckt wurde, gab er ihnen seinen vollständigen Namen, Geburtsdatum und Sozialversicherungsnummer, wurde diesmal jedoch aufgrund des Alias-Eintrags im Polizeiregister festgenommen. Es wurde ein Polizeifoto gemacht und seine Fingerabdrücke genommen, ohne jedoch einen Abdruckvergleich mit dem Gesuchten durchzuführen. Es fiel auch niemandem auf, dass die Bilder der beiden nicht übereinstimmten.
Obwohl er immer wieder beteuerte, nicht Thomas R. Castleberry zu sein, glaubten ihm nicht einmal seine zugewiesenen Strafverteidiger. Stattdessen forderten sie psychiatrische Gutachten an. Daraufhin wurde er im September 2017 in das Hawaii State Hospital eingeliefert, wo er als Person mit Wahnvorstellungen eingestuft wurde. Als er sich weigerte, an Therapiesitzungen für Drogenabhängige teilzunehmen, wurden ihm gegen seinen Willen starke antipsychotische Medikamente verabreicht, die ständigen Speichelfluss sowie Gleichgewichtsstörungen verursachten und ihn katatonisch machten.
Im Februar 2018 begleiteten ihn Angestellte des Krankenhauses zu den Behörden in der Stadt, um Kopien seines Sozialversicherungsausweises und seines Hawaii-Personalausweises zu bekommen. Die Dokumente zeigten, dass er Spriestersbach, nicht Castleberry war. Trotzdem blieb er unter falscher Identität in Haft.
Im November 2019 konnte ein Krankenhauspsychiater durch Google-Suchen und Telefonate nachweisen, dass Spriestersbach auf einer anderen Insel war, als Thomas Castleberry ursprünglich verhaftet wurde. Er besorgte Spriestersbachs Geburtsurkunde, die nun die Verantwortlichen überzeugte, dass er tatsächlich der Mann war, für den er sich ausgab.
Am 17. Januar 2020 wurde er schließlich mit zwei Kopien seiner Geburtsurkunde und weiteren Dokumenten entlassen und an dieselbe Stelle gebracht, wo er fast drei Jahre zuvor verhaftet worden war. Spriestersbach zog anschließend zu seiner Schwester nach Vermont. Seine Familie hatte zuvor jahrelang nach ihm gesucht und alle Krankenhäuser und Gefängnisse in Hawaii kontaktiert. Da er aber unter einem anderen Namen registriert war, ist ihr Bemühen vergeblich geblieben.

## Klage gegen Behörden eingereicht
Im November 2021 reichte er Klage gegen mehrere öffentliche Behörden, einschließlich seiner Strafverteidiger und der Ärzte in der psychiatrischen Klinik ein. Ihnen werden darin die Verletzung der Bürgerrechte, Freiheitsberaubung, ärztliche Falschbehandlung und absichtliche Zufügung emotionaler Leiden vorgeworfen. Insbesondere die Polizei wird beschuldigt, keine grundlegende Überprüfung seiner Identität vorgenommen zu haben, die belegt hätte, dass sie die falsche Person verhaftet hatten. Thomas Castleberry wurde bereits 2016 in Alaska festgenommen. Im örtlichen Datenregister wird Spriestersbach noch immer unter dem falschen Namen geführt. Er könnte folglich erneut verhaftet werden, wenn er wieder nach Hawaii reist. Er war zuvor noch nie wegen einer Straftat inhaftiert worden. Seine einzigen Vergehen waren Schlafen in der Öffentlichkeit.